# تدفق الطاقة (علم البيئة)

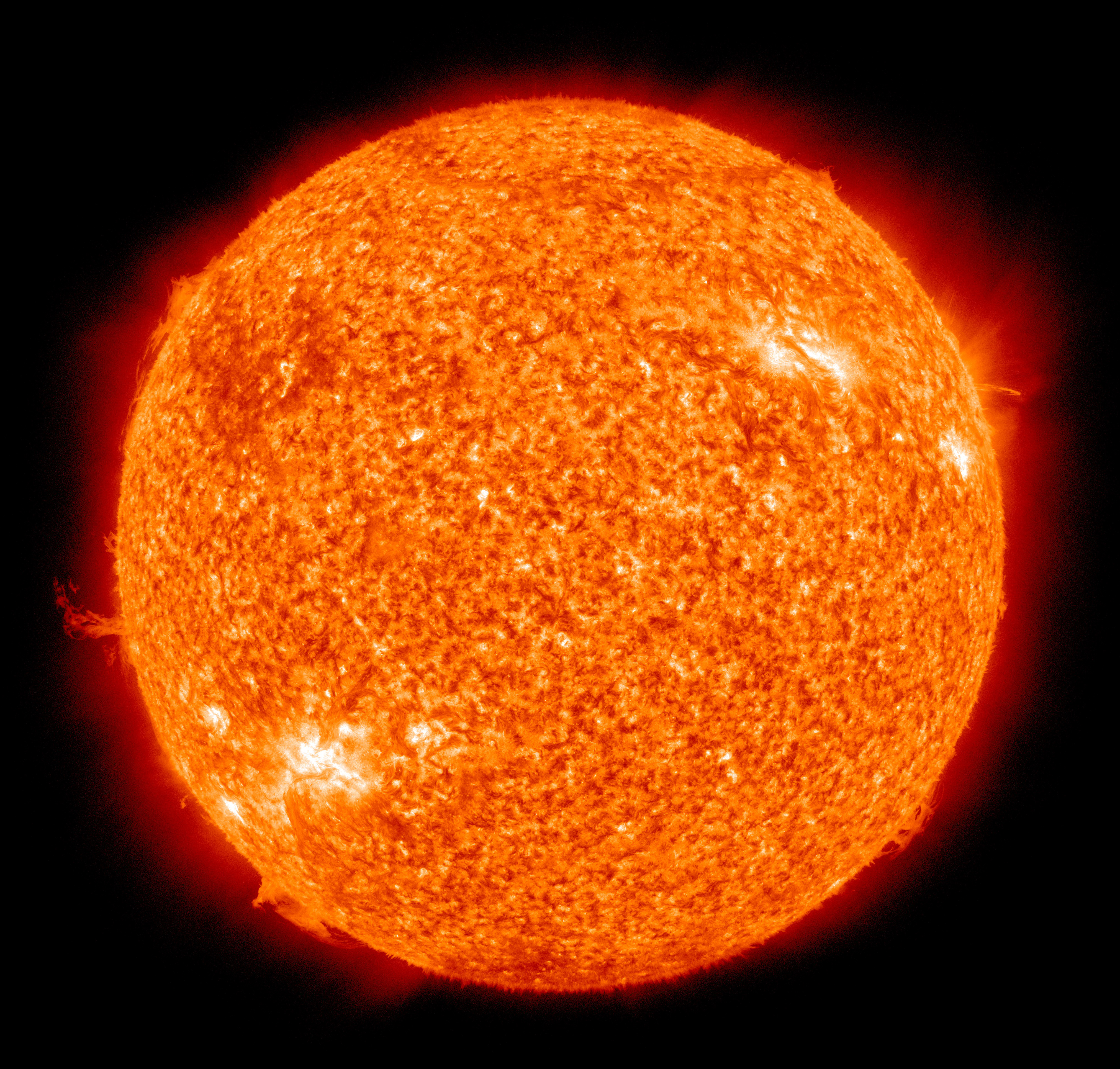

في علم البيئة، يُشير تدفق الطاقة (بالإنجليزية: energy flow)‏ إلى تدفق الطاقة عن طريق سلسلة الغذاء، وهو المحور الرئيسي في دراسة علم الطاقة البيئي. وتختلف السلاسل الغذائية في النظام البيئي حسب نوع الغذاء الذي ينتقل في مستويات السلسلة الغذائية، وحسب علاقة الأحياء التي تشترك في نقل الطاقة مع بعضها البعض. يستطيع المنتجون إنتاج المادة العضوية انطلاقاً من المواد المعدنية كالماء والاملاح المعدنية وثاني أكسيد الكربون وأيضاً الطاقة الشمسية، في حين يستمد المستهلكون مادتهم العضوية عبر استهلاك الكائنات الحية، أما المحللون فيعملون على تحويل المادة العضوية إلى مادة معدنية تستعمل من طرف المنتجين.